# Cilla Rörby

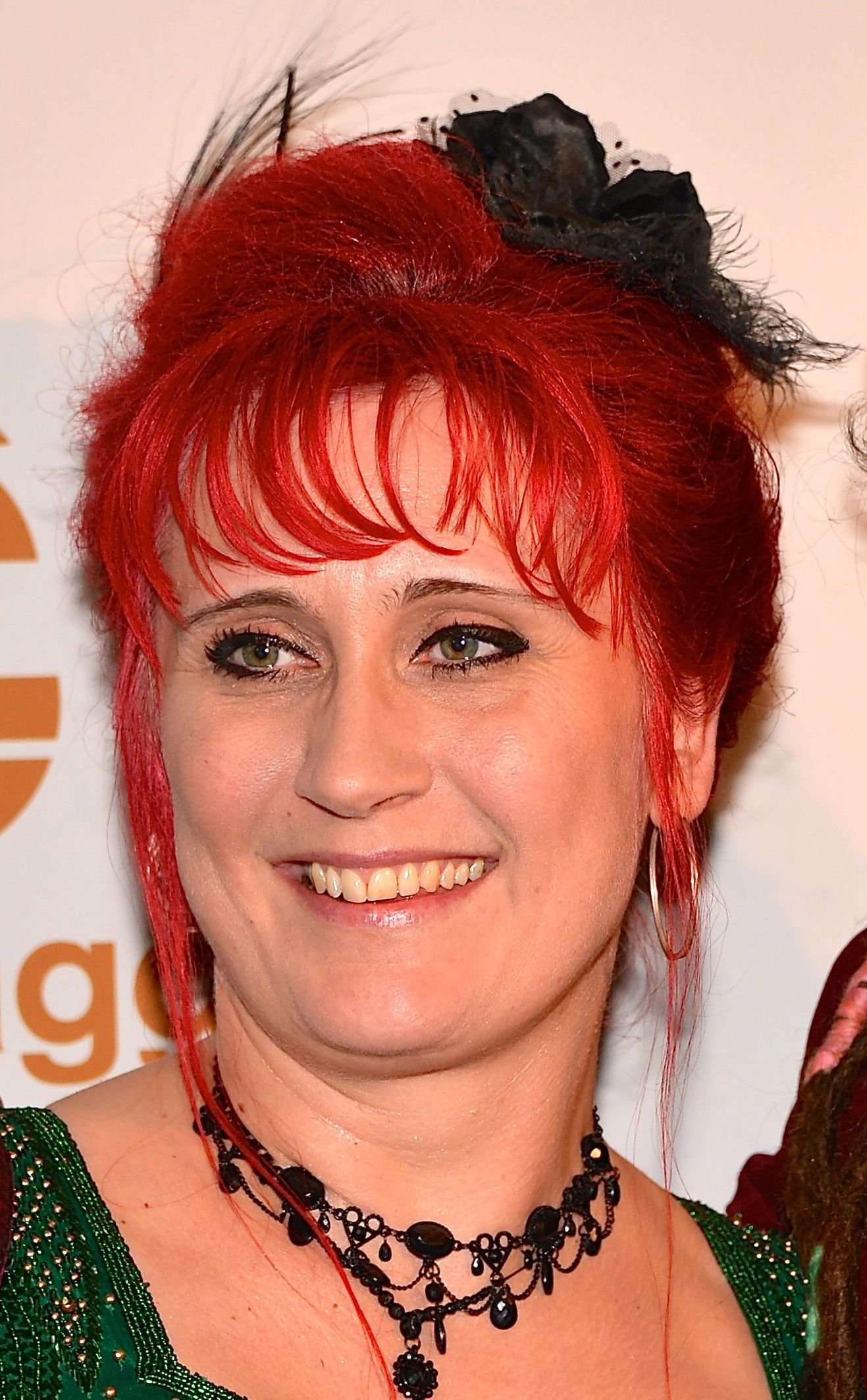
Cilla Rörby (2013)

Karin Cecilia Rörby (* 28. Mai 1970 in Gävle, Schweden) ist eine schwedische Kostümbildnerin.

## Leben
Cilla Rörby wuchs als Lehrertochter in Gävle auf. Im Alter von 20 Jahren absolvierte sie eine einjährige Ausbildung zur Näherin in Sandviken. Anschließend studierte sie an der Beckmans designhögskola in Stockholm und begann als Kostümbildnerin in der Werbung zu arbeiten, bevor sie 2002 beim schwedischen Fernsehen debütierte. Zu ihren bekanntesten Arbeiten zählt die Verfilmung der Millennium-Trilogie von Stieg Larsson. Für ihre Arbeiten in den beiden von Mikael Marcimain inszenierten Historienfilmen Call Girl und Gentlemen wurde sie jeweils für das Beste Kostümbild mit dem nationalen Filmpreis Guldbagge ausgezeichnet.
Mit ihrem Lebenspartner und dem gemeinsamen Sohn lebt Rörby in Stockholm.

## Filmografie (Auswahl)
- 2007: Hoppet – Der große Sprung ins Glück (Hoppet)
- 2008–2011: Maria Wern, Kripo Gotland (Maria Wern, Fernsehserie, 6 Folgen)
- 2009: Verblendung (Män som hatar kvinnor)
- 2009: Verdammnis (Flickan som lekte med elden)
- 2009: Vergebung (Luftslottet som sprängdes)
- 2012: Call Girl
- seit 2014: Blutsbande (Tjockare än vatten, Fernsehserie)
- 2014: Gentlemen
- 2015: Die Hüterin der Wahrheit – Dinas Bestimmung (Skammerens datter)
- 2015: Zirkel (Cirkeln)